# Tipula warneri
Tipula warneri är en tvåvingeart som beskrevs av Alexander 1944. Tipula warneri ingår i släktet Tipula och familjen storharkrankar. Inga underarter finns listade i Catalogue of Life.